# LiveMe
LiveMe（ライブミー）は、無料でライブ配信および視聴ができるアプリケーションソフトウェアである。当初は「Live.me」表記であった。

## 概要
2016年4月に、開発元である中国のチーターモバイル (Cheetah Mobile Inc.) によってアメリカ合衆国でリリースされ、4ヶ月で500万ダウンロードを達成した。2016年9月現在の配信者は100万人を超えている。同年9月13日に、キングソフトが日本向けの展開を発表している。
同年10月18日に、「コラボ配信」「Rec機能」の機能追加によるアップデートが発表された。

## 主な配信者
タレント
ホリプロチャンネル、南明奈、ぺえ
アイドル
9nine、ベイビーレイズJAPAN、星座百景
Youtuber
禁断ボーイズ、かねまん、レイターズ、ゆうこす、カブキン、怪盗ピンキー、たかねん、ぬーん、ヒカル、ラファエル
モデル
くみっきー